# Douglas Lenat
Douglas Bruce Lenat (Filadelfia, 13 settembre 1950 – Austin, 31 agosto 2023) è stato un informatico e dirigente d'azienda statunitense, amministratore delegato di Cycorp Inc. di Austin, Texas.
Fu inoltre un importante ricercatore nel campo dell'intelligenza artificiale; gli venne assegnato il biennale IJCAI Computers and Thought Award nel 1976 per la creazione del programma di machine learning Matematico Automatico (Automated Mathematician, AM).

## Biografia
Lavorò su machine learning (simbolico, non statistico) (con i suoi programmi AM ed Eurisko), rappresentazione della conoscenza, "economia cognitiva", sistemi di lavagna e quello che ha soprannominato nel 1984 "ingegneria ontologica" (con il suo programma Cyc presso MCC e, dal 1994, presso Cycorp). Ha anche lavorato in simulazioni militari e in numerosi progetti per il governo degli Stati Uniti, organizzazioni militari, di intelligence e scientifiche. Nel 1980 pubblicò una critica del darwinismo convenzionale a mutazione casuale. È autore di una serie di articoli sul Journal of Artificial Intelligence che esplorano la natura delle regole euristiche.
Lenat fu uno dei Fellow originali dell'AAAI ed è tuttora l'unico individuo ad aver fatto parte dei comitati consultivi scientifici di Microsoft e Apple. Fu membro di AAAS, AAAI e Cognitive Science Society e editore di J. Automated Reasoning, J. Learning Sciences e J. Applied Ontology. Fu uno dei fondatori di TTI / Vanguard nel 1991 ed era ancora membro del suo comitato consultivo nel 2017. Era uno dei Wired 25.